# Bleusea
Bleusea es un  género de coleópteros adéfagos de la familia Carabidae.

## Especies
Comprende las siguientes especies:
- Bleusea ammophila Tschitscherine, 1898
- Bleusea deserticola Bedel, 1897